# E-gold
E-gold (от англ. electronic gold — электронное золото) — платёжное средство для безналичных платежей через Интернет, действовавшее с 1996 по 2008 год. Юридически e-gold являлся распиской о размещении указанного количества золота на хранение в компании E-gold Ltd. По своей сути e-gold был электронными деньгами, эмиссию которых осуществляла частная компания.
E-gold была выпущена в первую очередь для нужд международных электронных онлайн-расчётов и поддерживалась множеством платёжных систем по всему миру.
E-gold исчислялся по весу золота, денежных единиц E-gold не существовало. Традиционно для измерения массы золота используют тройскую унцию (обозначение по ISO: XAU) и грамм (AUG) (в одной тройской унции 31,1034768 граммов). Причём возможно дробное исчисление, например, 0,07 AUG. Полная обеспеченность золотом означает, что 1 XAU обеспечена ровно 1 тройской унцией физического золота (по весу). Физическое золото, которым обеспечена e-gold, сохраняется в Золотом фонде e-gold Ltd.
Все расчёты в E-gold исключительно безналичные. Наличных денежных знаков E-gold не существует.
На начало 2005 года официальный курс 1 XAU e-gold составлял 422,20 $, к весне 2006 года 1 XAU вырос до 633,50 $.
Эмитент E-gold не проводит операций по обмену e-gold на другие валюты. Эти операции могут выполнять ассоциированные обменные пункты. В России, например, обменом XAU ↔ RUB занимаются компании RUpay, ExchEngine и другие.
Также используется электронная валюта, обеспеченная другими драгоценными металлами, в числе которых серебро («e-silver»), платина («e-platinum») и палладий («e-palladium»).
С 2008 года система перестала выполнять какие-либо транзакции, в связи с арестом основателей системы, которых обвинили в преступлениях, связанных с незаконными операциями с денежными средствами, и блокированием активов и счетов компании. В октябре-декабре 2013 для владельцев аккаунтов в системе E-gold была открыта возможность подачи документов на возможное возмещение денежных средств Value Access Plan.
20 января 2015 года сайт E-gold был закрыт.

## E-gold и интернет-мошенничество
E-gold часто использовался мошенниками как средство платежа и для обмана интернет-пользователей (например, финансовые пирамиды). Такая популярность e-gold среди мошенников была вызвана необратимостью платежей в системе, и политикой администрации системы блокировать счета только для приёма платежей (при этом мошенники легко могли перевести свои средства на другой счёт).
В январе 2006 года из материалов журнала BusinessWeek стало известно о том, что группа интернет-мошенников ShadowCrew использовала e-gold для отмывания денежных средств, полученных преступным путём. В ответ на это основатель e-gold Дуглас Джексон опубликовал письмо, в котором отрицал всякую связь платежной системы E-gold с преступными синдикатами и отмыванием денег. Он подчеркнул, что e-gold сотрудничает с правоохранительными органами США и помогает им в раскрытии Интернет-преступлений.
В марте система E-gold изменила свою политику: теперь счёт пользователя, транзакции которого вызывали подозрения, мог быть заблокирован полностью. Разблокировать счёт и вернуть деньги пользователь мог, лишь раскрыв свою анонимность.

## E-gold и игорный бизнес
E-gold являлся удобным средством расчётов в игорном бизнесе, в частности для интернет-казино. Использование E-gold упрощало решение организационных, легальных и финансовых проблем как для игроков, так и для владельцев игорных заведений.